# Cantón de Montrevault
El cantón de Montrevault era una división administrativa francesa, que estaba situada en el departamento de Maine y Loira y la región de Países del Loira.

## Composición
El cantón estaba formado por once comunas:
- Chaudron-en-Mauges
- La Boissière-sur-Èvre
- La Chaussaire
- La Salle-et-Chapelle-Aubry
- Le Fief-Sauvin
- Le Fuilet
- Le Puiset-Doré
- Montrevault
- Saint-Pierre-Montlimart
- Saint-Quentin-en-Mauges
- Saint-Rémy-en-Mauges

## Supresión del cantón de Montrevault
En aplicación del Decreto nº 2014-259 de 26 de febrero de 2014, el cantón de Montrevault fue suprimido el 22 de marzo de 2015 y sus 11 comunas pasaron a formar parte del nuevo cantón de Beaupréau.